# Harpactea subiasi
Harpactea subiasi este o specie de păianjeni din genul Harpactea, familia Dysderidae, descrisă de Ferrández, 1990.
Este endemică în Portugal. Conform Catalogue of Life specia Harpactea subiasi nu are subspecii cunoscute.